# Widlik

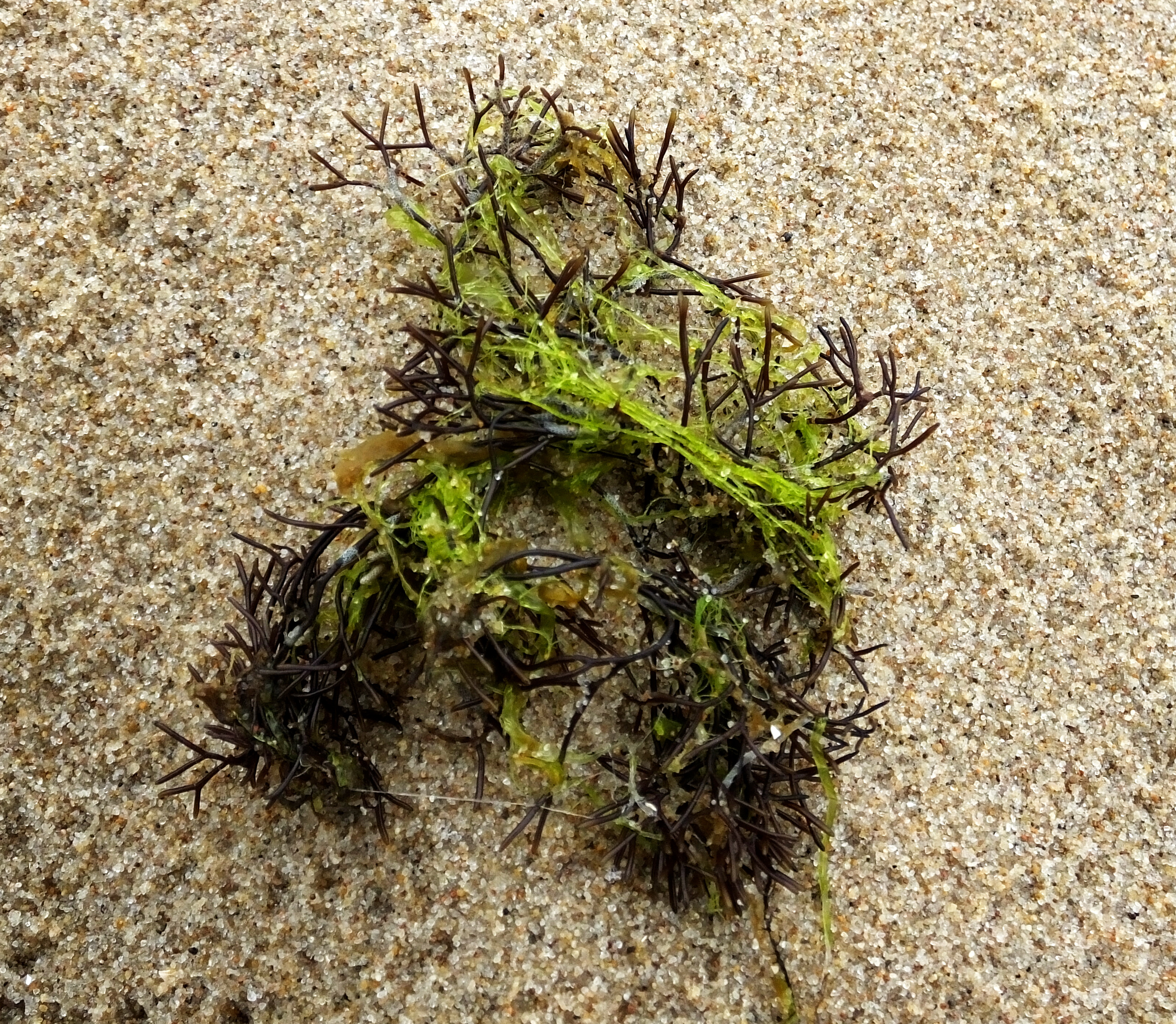
Widlik zaostrzony wyrzucony na brzeg Zatoki Gdańskiej splątany z taśmą

Widlik (Furcellaria) – rodzaj glonu należącego do gromady krasnorostów. Glony należące do tego rodzaju można spotkać w północnej części Oceanu Atlantyckiego. Obficie występują w Bałtyku.

Wyróżniane są dwa gatunki:
- widlik zaostrzony (Furcellaria lumbricalis (Hudson) J.V.Lamouroux)
- Furcellaria lyngbyei(inne języki) Bachelot Pylaie

## Charakterystyka
Glony te mają gęstą, miotełkowatą, czerwonobrunatną lub czarną plechę. Plechy zakończone widlasto.

## Biologia i ekologia
Glony te rosną w wodzie morskiej. Gatunki należące do tego rodzaju wchodzą w skład zespołu Zostero-Furcellarietum – zespołu zostery i widlika.